# 铁岭市高级中学
铁岭高中（原名：铁岭市第一高级中学、一高）是一所位于中国辽宁省铁岭市凡河镇的高级中学。 目前学校拥有238在职教师；在铁岭市范围内年均录取约一千名学生。目前它被几处房地产开发项目所环绕，紧邻铁岭市实验中学。
铁岭高中培养了三万余名优秀毕业生，他们已经成为祖国各行各业的精英和骨干。其中有原中央民族大学党委书记周兴建，原沈阳工业大学校长王尔智，原解放军空军后勤部长杨德春，原解放军海军舰艇学院院长李秉翘，原国家广电部纪检组长王德新，原上海市人大常委会副主任孙贵章，十大杰出青年科学家吴忠良，低温超导博士李琦，气象工程师宋英杰，独立舞者王放等等。

## 校园环境

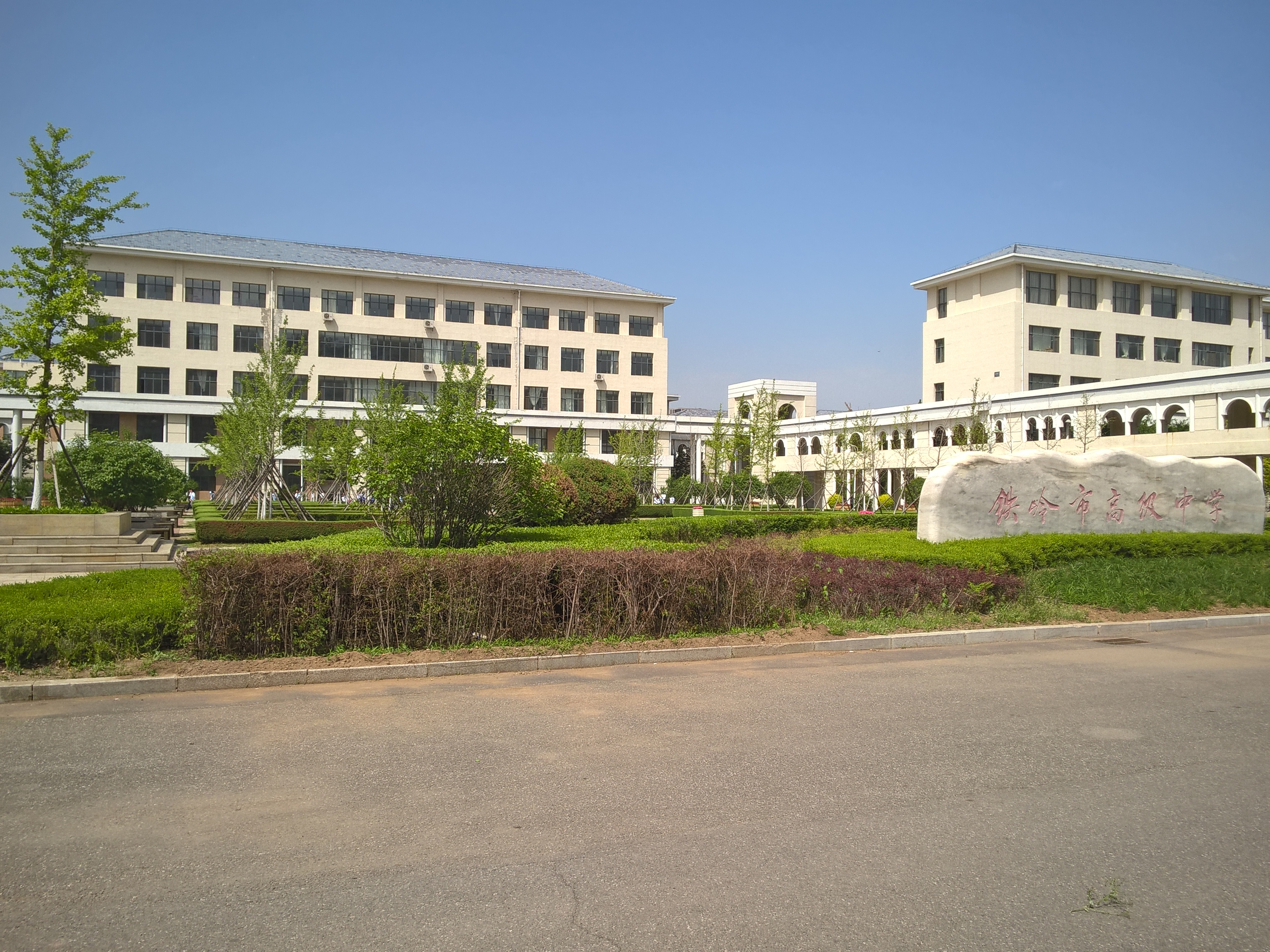
主办公楼，从南大门看
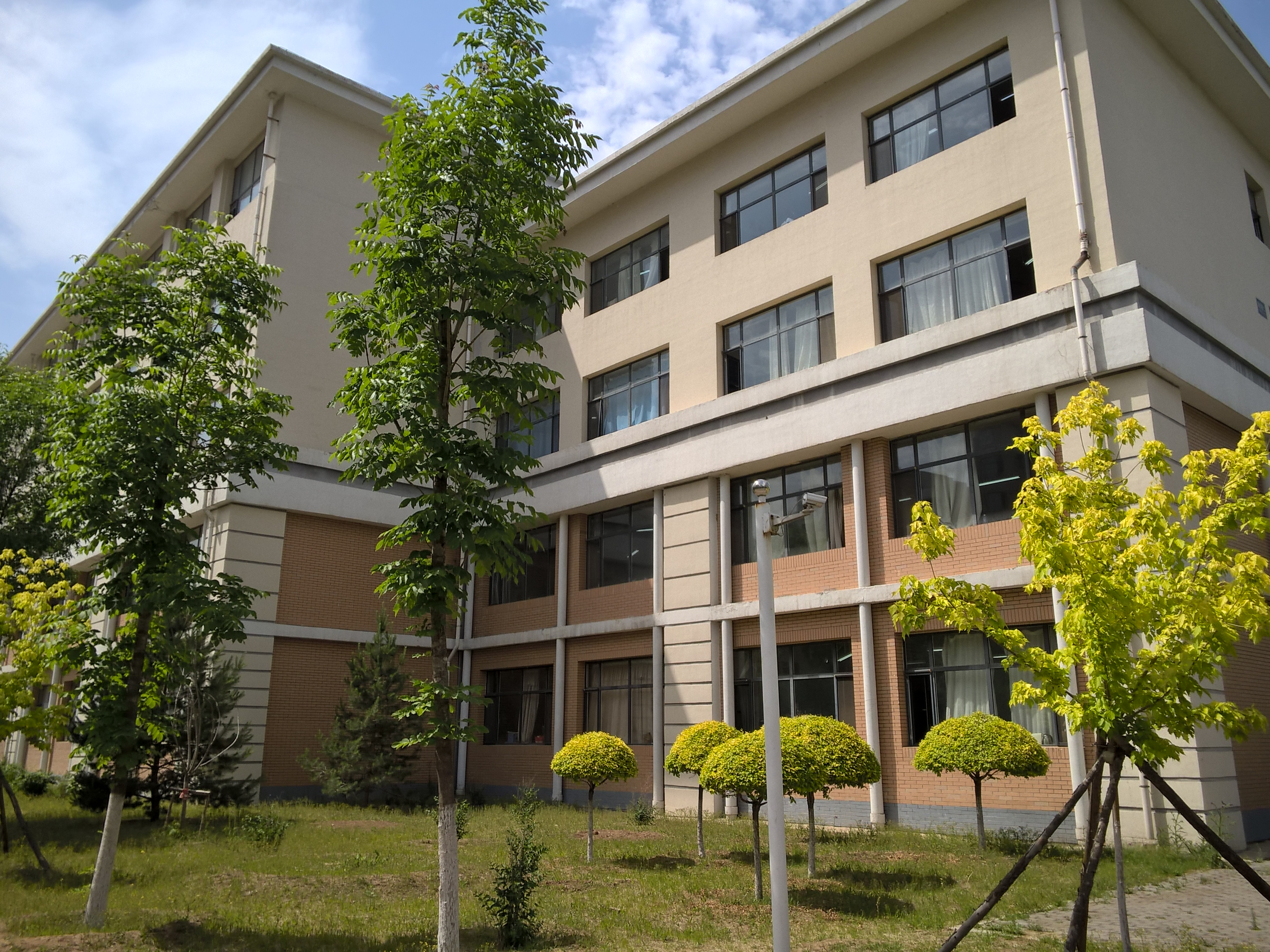
第一教学楼东南角
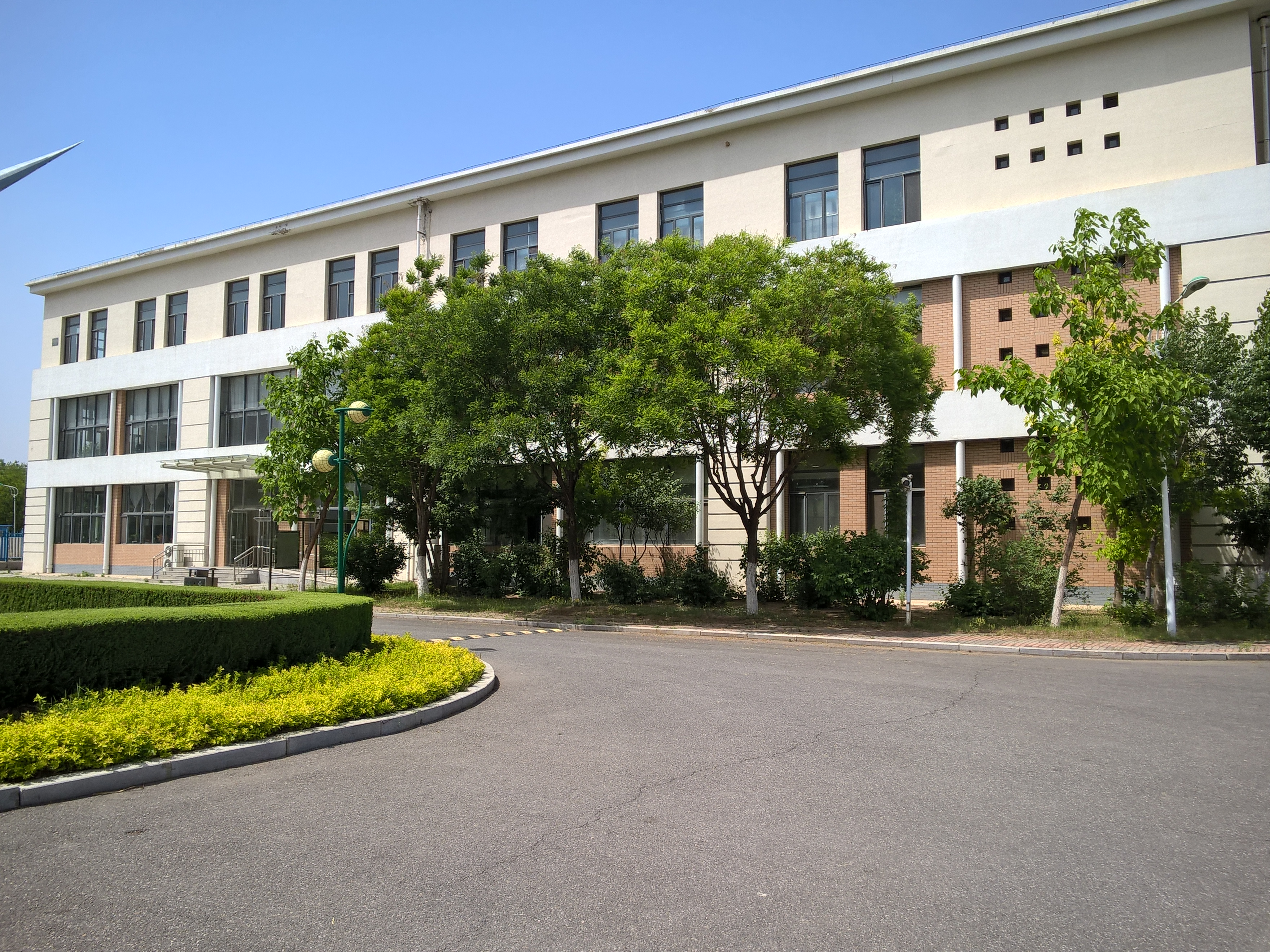
食堂
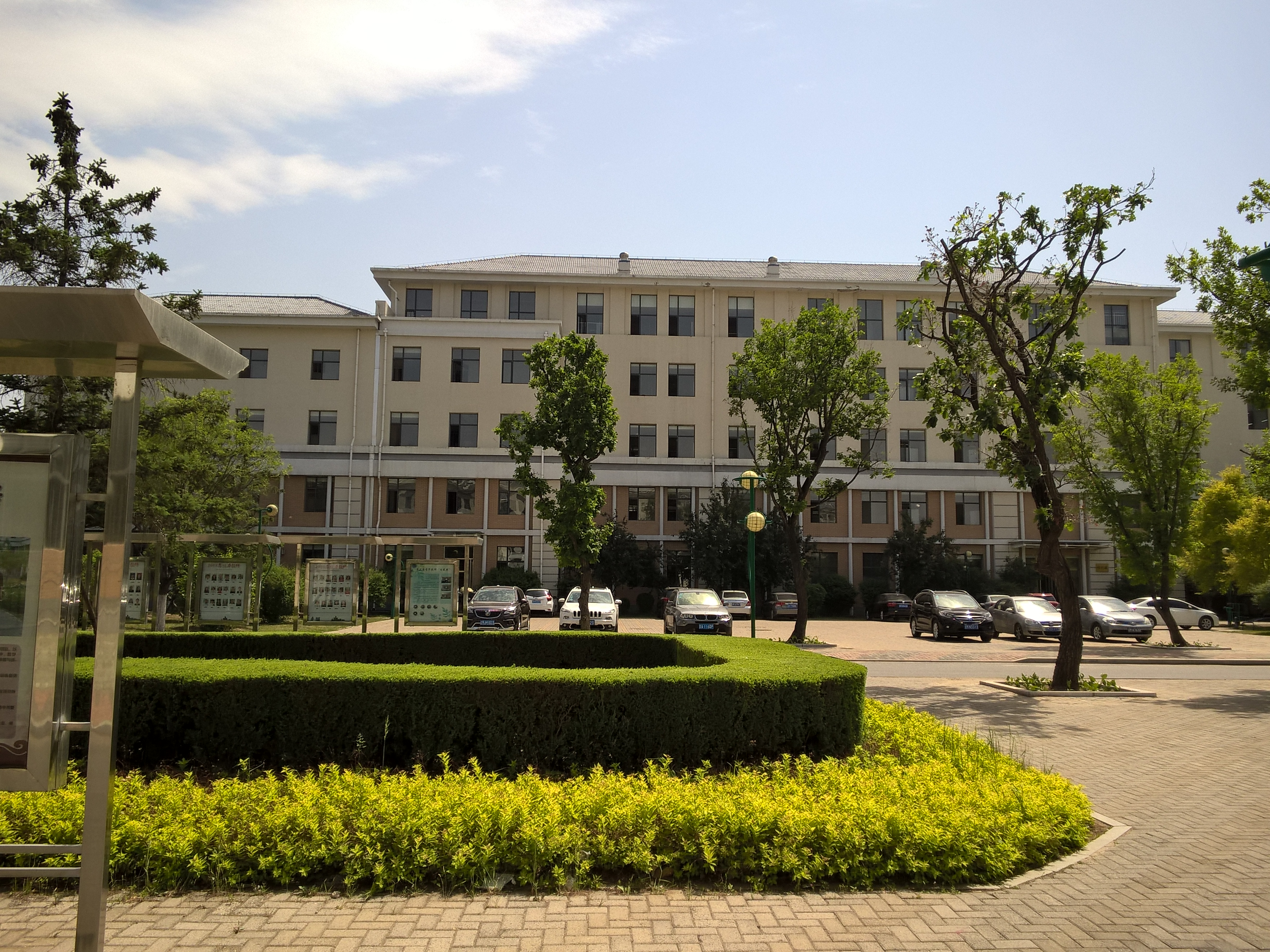
从食堂南门看到的第三教学楼
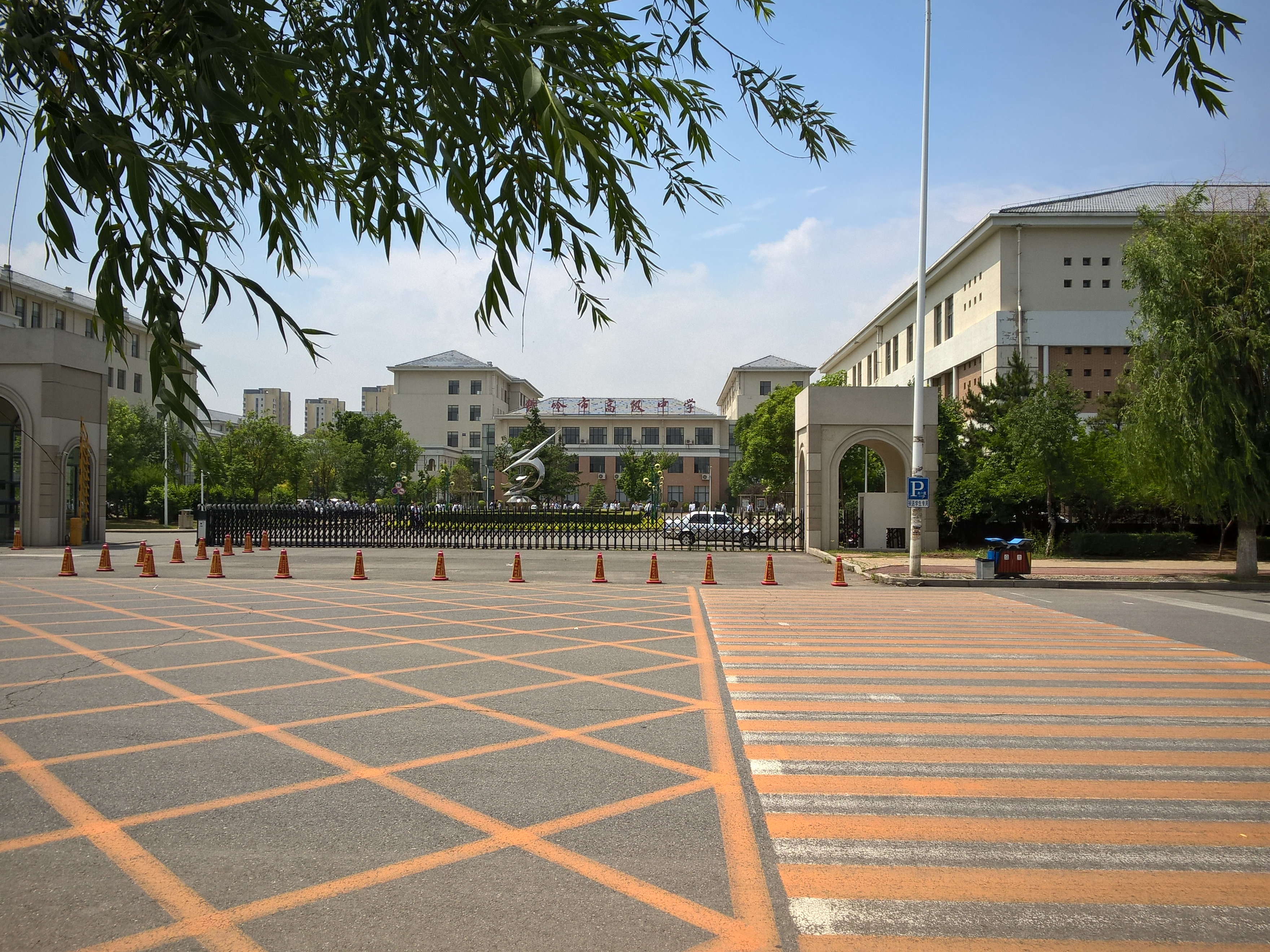
东大门
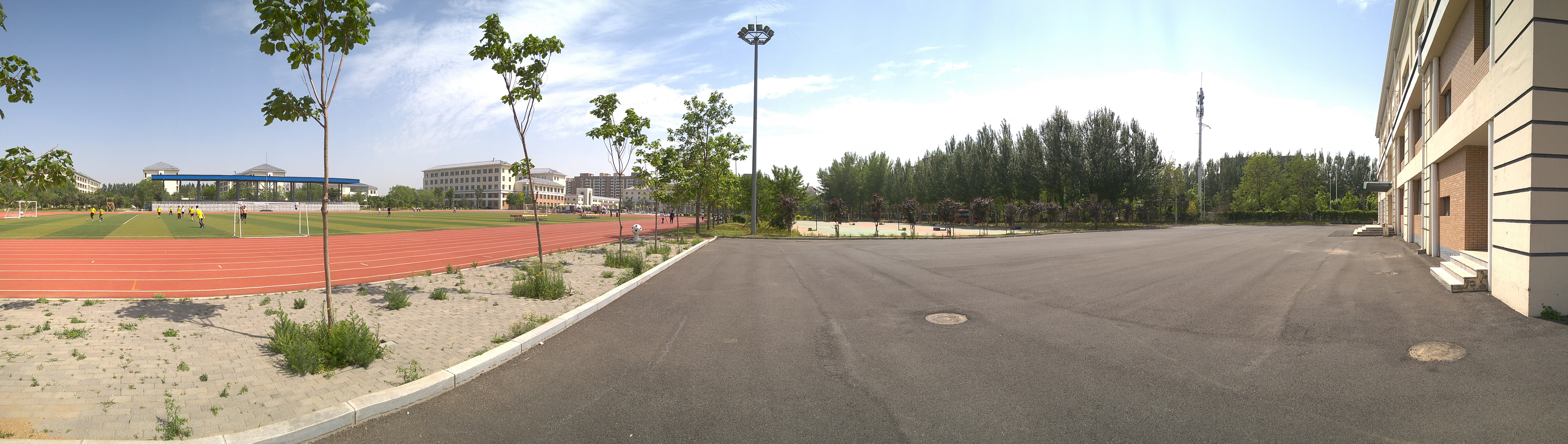
从左至右：操场和体育馆
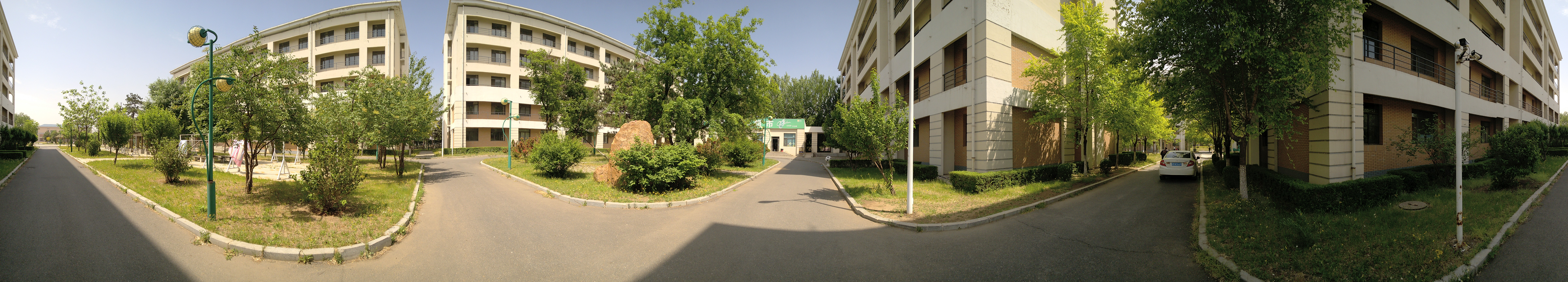
四栋宿舍楼
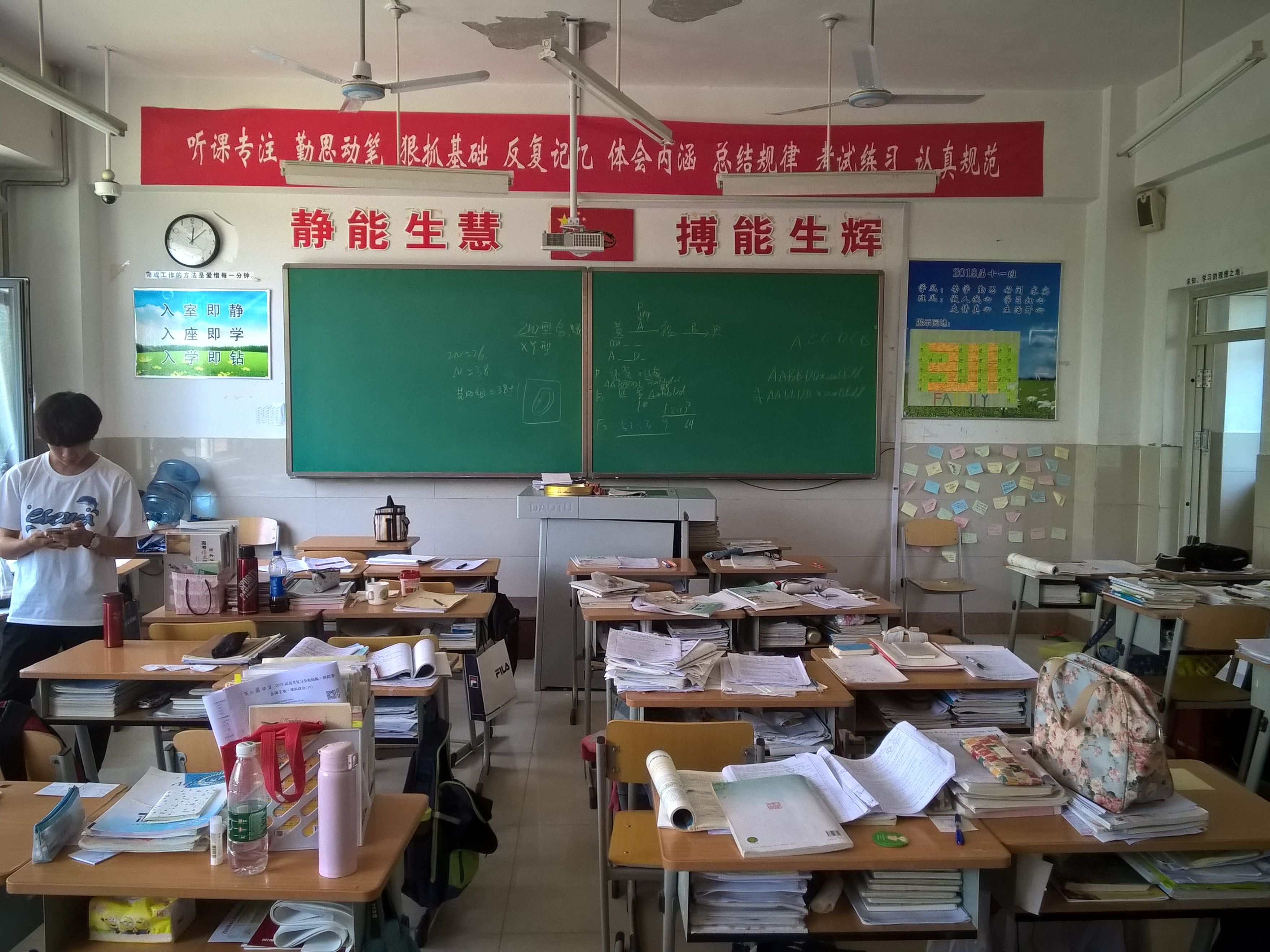
第一教学楼内的一间教室, 二楼从西往东第二间教室
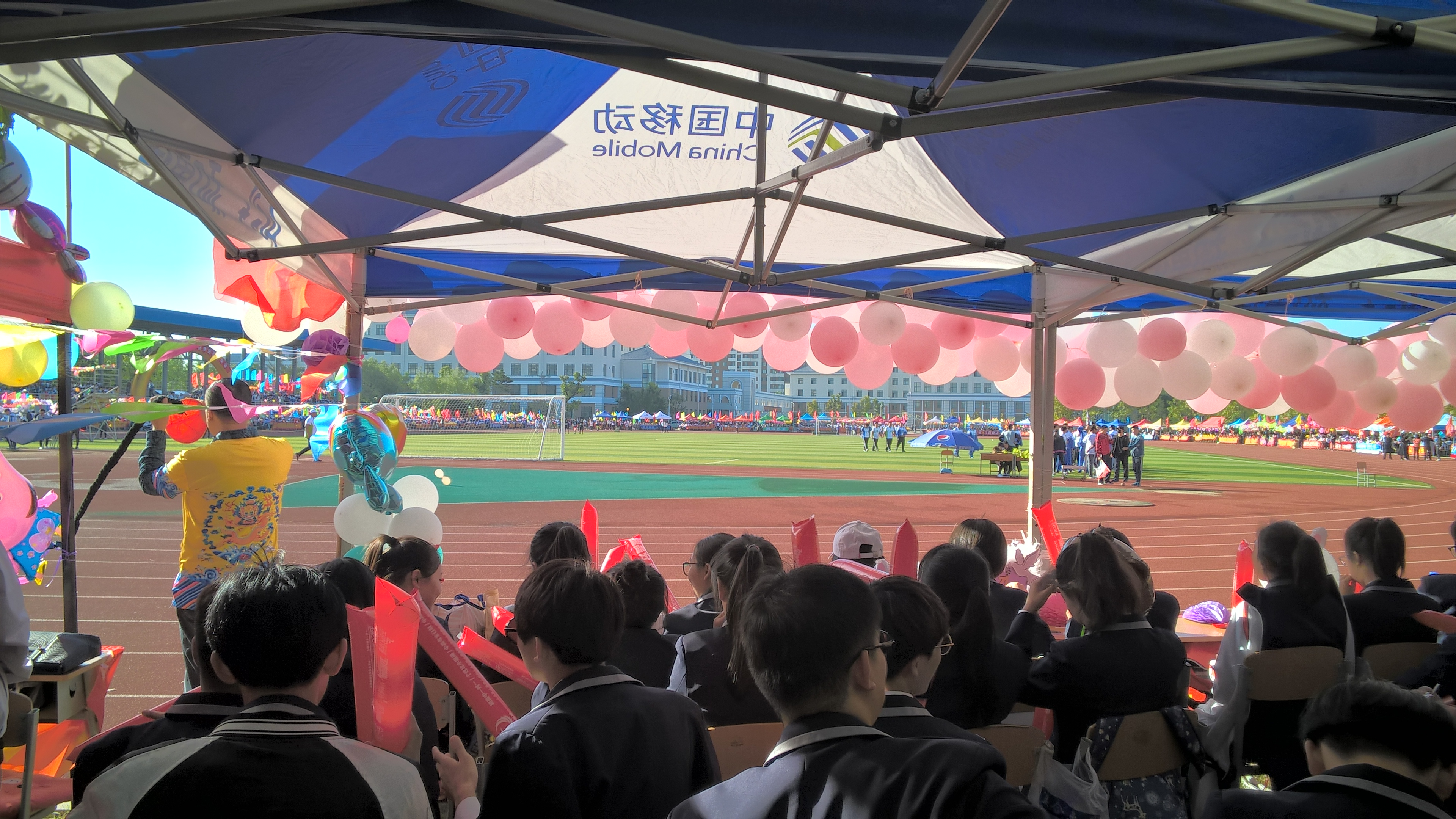
2017年运动会
- 铁岭高中2018届毕业典礼第三部分, 请点击  铁岭高中共享资源 以查看其它部分

此高中于2011年从位于银州区的老校址迁往现在的校区。原校区成为铁岭第二、四高中共用的新校区。 新校区共有11栋独立建筑。
- 东南角的五层教学楼
- 西南角的五层教学楼, 与实验楼相连
- 位于第一教学楼北面的五层教学楼
- 五层方形办公楼建筑群，位于南大门前
- 西北角体育馆
- 六栋五层宿舍楼, 为一千名教师和学生提供住宿。
- 三层食堂